# Emílio Garrastazu Médici

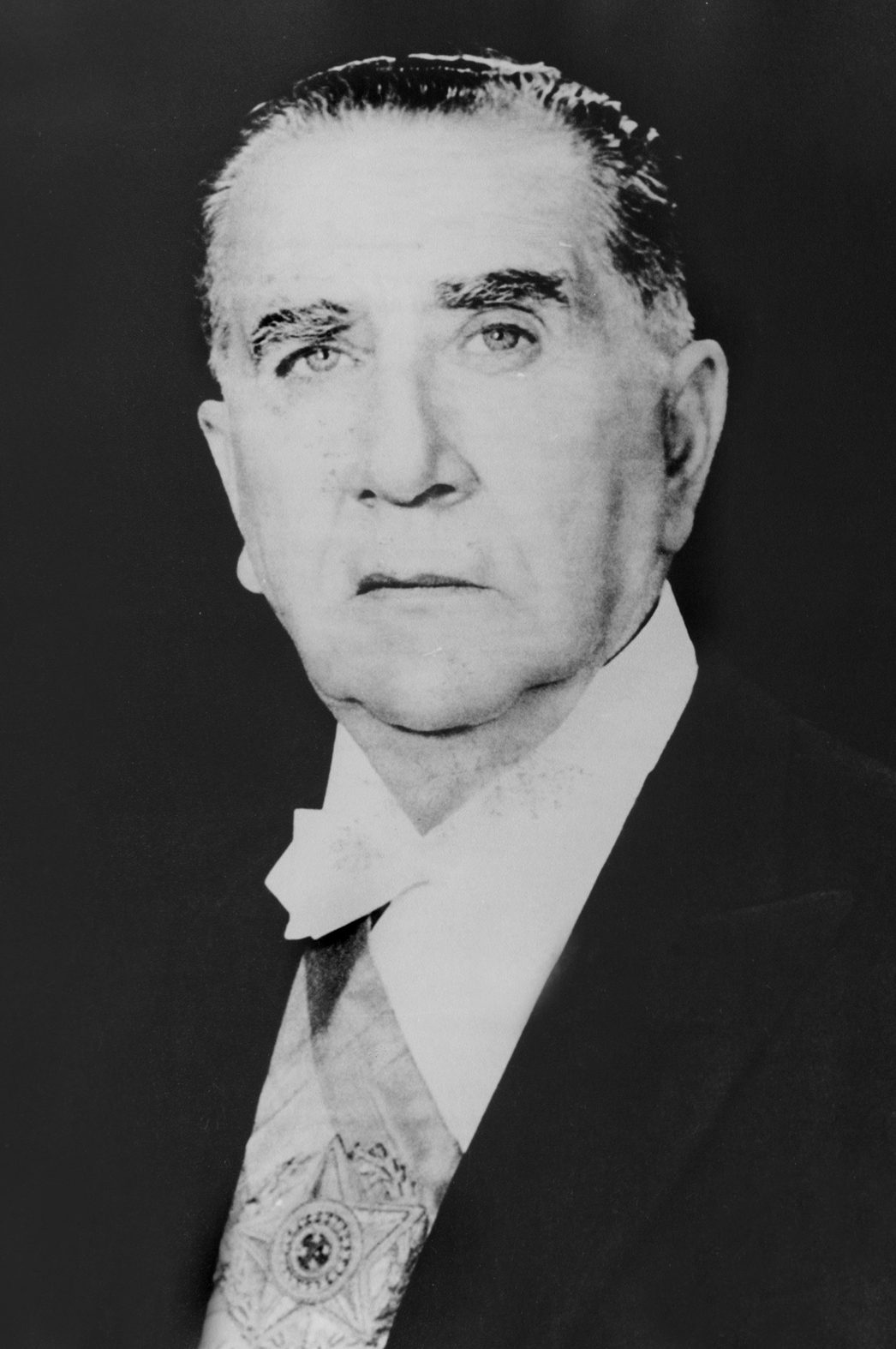
Emílio G. Médici 1969

Emílio Garrastazu Médici (* 4. Dezember 1905 in Bagé, Rio Grande do Sul; † 9. Oktober 1985 in Rio de Janeiro) war Präsident Brasiliens während der Militärdiktatur. In seine Regierungszeit fielen gewalttätige, als „Bleijahre“ („Anos de chumbo“) bekannte Repressionen und Menschenrechtsverletzungen, genauso wie ein wirtschaftlicher Aufschwung des Landes.

## Leben
Garrastazu Médici war Nachfahre einer Familie mit italienischen und baskischen Wurzeln. Er erhielt seine militärische Ausbildung in den Militärakademien von Porto Alegre und Rio de Janeiro; im Jahre 1929 war er bereits Oberleutnant. Beim Umsturz des Jahres 1930 vermittelte er zwischen dem Militär und zivilen Verschwörern; bei der Unterdrückung der Revolution von São Paulo 1932 wirkte er ebenfalls mit. Médici erfreute sich einer stetigen Karriere und bekleidete hohe Posten in der Militärverwaltung von General Artur da Costa e Silva, dessen enger Freund er auch wurde.
Im Jahr 1961 stieg er zum Brigadegeneral auf und wurde 1964 Militärattaché an der brasilianischen Botschaft in Washington D.C.
Nachdem General Artur da Costa e Silva Präsident geworden war, wurde Médici zum Chef des Geheimdienstes Serviço Nacional de Informações (SNI) ernannt. Als die Regierung Costa e Silvas in eine Regierungskrise kam, weil der Präsident ernsthaft erkrankte, suchte das Militär drei Kandidaten aus seinen eigenen Reihen zur Nachfolge. Dies waren Médici, Antônio Carlos Murici und Ernesto Geisel.

## Zeit als Diktator
Am 25. Oktober 1969 wählte der Nationalkongress Médici zum Präsidenten; am 30. Oktober, dem Tag seiner Vereidigung, trat auch eine neue Verfassung der Föderativen Republik Brasilien in Kraft, die den Präsidenten mit einer sehr großen Machtfülle ausstattete. Mit der Hilfe des Geheimdienstes kontrollierte Médici in der Folge, welche Kandidaten zu Kommunalwahlen antraten und regierte auch sonst oft mit Hilfe von Dekreten. So bestätigte er die Zensur und machte Oppositionelle zu unwählbaren Personen. Viele der repressiven Aktionen wurden mit dem Kampf gegen die wachsende Gewalt von Seiten der Stadtguerillas und Linksextremisten legitimiert, die u. a. auch ausländische Diplomaten entführt hatten. Die weit verbreitete Folter wurde von der internationalen Gemeinschaft verurteilt. Eine der Stadtguerillas war von Carlos Marighela und Carlos Lamarca gegründet worden; nach deren Zerschlagung wurden beide getötet.
2008 wurde ein als streng geheim eingestuftes Dokument der CIA veröffentlicht, das belegte, dass Medici 1971 gemeinsam mit dem US-Präsidenten Richard Nixon und dessen Sicherheitsberater Henry Kissinger darüber diskutierte, den kubanischen Diktator Fidel Castro sowie den demokratisch gewählten Präsidenten Chiles Salvador Allende zu beseitigen.
Während der Herrschaft Médicis wuchs die brasilianische Wirtschaft sehr schnell und die Inflation ging zurück. Dies wird als das „brasilianische Wirtschaftswunder“ bezeichnet. Médici verstand es, Propaganda als politisches Mittel einzusetzen und sich mit der seinerzeit äußerst erfolgreichen und beliebten Fußballnationalmannschaft Seleção zu verbünden. So wurde der brasilianische Triumph bei der WM 1970 in Mexiko medial verwertet. Ziel war es, den Diktator Médici mit siegreichem und schönem Fußball,  wirtschaftlichem Aufschwung sowie internationalem Ansehen – vor allem von Seiten der USA – anstatt mit Folter und Menschenrechtsverletzungen in Verbindung zu bringen.
Nach dem Ende seiner Amtszeit schied Médici freiwillig aus der Politik aus. Zuvor garantierte er sich selbst politische und juristische Amnestie, die mit dem Amnestiegesetz 1979 in Kraft trat, das bis heute eine Aufarbeitung seiner Amtszeit verhindert. Médici starb am 9. Oktober 1985 nach einem Schlaganfall.

## Trivia
Medici war – vorübergehend – Namensgeber einer Rennstrecke in Brasília; 1974 wurde dort mit dem nach ihm benannten Grande Prêmio Presidente Medici 1974 ein Formel-1-Rennen abgehalten.